# Тулліо Грассі
Тулліо Грассі (нім. Tullio Grassi, 5 лютого 1910 — 8 листопада 1985) — швейцарський футболіст, що грав на позиції нападника, зокрема, за клуб «Грассгоппер», а також національну збірну Швейцарії. Після закінчення ігрової кар'єри — тренер.

## Клубна кар'єра
У футболі дебютував 1927 року виступами за команду «К'яссо», в якій провів три сезона. 
Своєю грою за цю команду привернув увагу представників тренерського штабу клубу «Грассгоппер», до складу якого приєднався 1930 року. Відіграв за команду з Цюриха наступні три сезони своєї ігрової кар'єри. Після цього повернувся до «К'яссо», а через два роки став гравцем клубу «Лугано».
Завершив професійну ігрову кар'єру у клубі «К'яссо», за команду якого виступав протягом 1940—1946 років.

## Виступи за збірну
1929 року дебютував в офіційних матчах у складі національної збірної Швейцарії. Протягом кар'єри у національній команді, яка тривала 10 років, провів у її формі 7 матчів, забивши 2 голи.
У складі збірної був учасником чемпіонату світу 1938 року у Франції, де зіграв проти Угорщини (0-2).

## Кар'єра тренера
Після завершення активної кар'єри гравця двічі очолював тренерський штаб клубу «Лугано». Перший раз в сезоні 1951-1952, другий - в 1959-1960 рр.
Помер 8 листопада 1985 року на 76-му році життя.

## Трофеї і досягнення
- Чемпіон Швейцарії (2):

«Грассгоппер»: 1930-1931
«Лугано»: 1937-1938